# Tetranychus fernandezi
Tetranychus fernandezi är en spindeldjursart som beskrevs av Baker och Pritchard 1962. Tetranychus fernandezi ingår i släktet Tetranychus och familjen Tetranychidae. Inga underarter finns listade i Catalogue of Life.